# Thiếu niên Dương gia tướng
Thiếu niên Dương gia tướng (giản thể: 少年杨家将; phồn thể: 少年楊家將; bính âm: Shàonián Yáng Jiājiàng) là một bộ phim truyền hình Trung Quốc được chế tác dựa trên các tiểu thuyết và tác phẩm văn học nói về Dương gia tướng trong thời kỳ đầu của Nhà Tống tại Trung Quốc. Bộ phim được sản xuất bởi sự liên doanh của hai hãng phim hùng mạnh nhất Trung Quốc là Thượng Hải Đường Nhân và Hoa Nghị huynh đệ, với sự hợp tác từ một dàn diễn viên ngôi sao tài năng từ Trung Quốc, Hồng Kông, Đài Loan, Hoa Kỳ, và Canada.

## Nội dung
Thiếu niên Dương Gia Tướng lấy bối cảnh vào thời điểm Dương gia tướng quy thuận Nhà Tống. Bắc Hán bị diệt hậu, di thần Dương Nghiệp được Tống Thái Tông khí trọng, Dương Nghiệp cùng 7 người con trai cầm quân ra trận chống lại quân Liêu, tri ngộ chi ân báo đáp Tống Thái Tông, viết nên trung nghĩa sử thoại oai danh thiên hạ. Công nguyên 980, quân Tống tấn công U Châu, khiến quân Liêu sở bại, Tống Thái Tông bại hối trở về kinh thành. Từ đó, Liêu quân không ngừng tập kích biên giới nhà Tống, triều Tống luôn trong cảnh chiến loạn không được an bình, Thái Tông phái "anh dũng vô địch" Dương Nghiệp trấn giữ Nhạn Môn Quan.
Không may, trong trận chiến tại Kim Sa Thang, Dương gia tướng rơi vào bẫy phục kích của quân Liêu, khiến cho Dương Nghiệp và bốn người con trai hy sinh, một người bị quân Liêu bắt sống. Hai người con còn lại là Dương Ngũ Lang và Dương Lục Lang đã kế thừa sự nghiệp của Dương gia, đem lại hòa bình và thịnh vượng cho Đại Tống.

## Thành phần diễn viên
- Ông Gia Minh vai Dương Nghiệp (lồng tiếng: Trương Hân)
- Trần Tú Văn vai Xa Thái Hoa (lồng tiếng: Phạm Sở Nhung)
- Hà Nhuận Đông vai Dương Tứ Lang (lồng tiếng: Thẫm Lỗi)
- Trần Long vai Dương Ngũ Lang (lồng tiếng: Hạ Lỗi)
- Hồ Ca vai Dương Lục Lang
- Bành Vu Yến vai Dương Thất Lang (lồng tiếng: Tạ Thiêm Thiên)
- Viên Hoằng vai Gia Luật Tà (lồng tiếng: Thẫm Lỗi)
- Lưu Thi Thi vai La Thị Nữ (lồng tiếng: Hoàng Di Thanh)
- Ngụy Tiểu Quân vai Quan Hồng (lồng tiếng: Phùng Tuấn Hoa)
- Lâm Gia Vũ vai Sài Quận Chúa (lồng tiếng: Lý Diệp)
- Lưu Hiểu Khiết vai Đỗ Kim Nga / Tiểu Lâm (lồng tiếng: Hoàng Hải Thiên)
- Đồng Dao vai Phan Ảnh (lồng tiếng: Phùng Tuấn Hoa)
- Triệu Tử Tồn vai Dương Bát Muội (lồng tiếng: Hoàng Di Thanh)
- Lý Giải vai Tống Thái Tông
- Đặng Lập Dân vai Phan Nhân Mỹ (lồng tiếng: Lý Truyền Anh)
- Hà Kiến Trạch vai Phan Báo
- Tống Phong Nham vai Bát Hiền Vương
- Lý Đông Học vai Dương Đại Lang
- Trần Khiết vai Dương Đại Nương
- Tống Dương vai Dương Nhị Lang
- Trần Lệ Lệ vai Dương Nhị Nương (lồng tiếng: Phùng Tuấn Hoa)
- Vương Hiểu Minh vai Dương Tam Lang
- Lý Âm Ngưng vai Dương Tam Nương (lồng tiếng: Lý Diệp)
- Chu Hạo Đông vai Thôi Ứng Long
- Trương Thụy Gia vai Tiêu Thái Hậu
- Ngô Giai Ni vai Ngân Kính công chúa
- Ba Âm vai Thiên Linh
- Từ Minh vai Đỗ Phi Hổ
- Dương Quang vai Gia Cát Tiên Sinh
- Ôn Hải Ba vai Tống Thái Tổ
- Trương Bách Quân vai Khấu Chuẩn
- Quá Tề Minh vai Hạ Hầu Chiến
- Ngô Lỗi vai Dương Lục Lang lúc nhỏ
- Lý Hàng Diệp vai Dương Tứ Lang lúc nhỏ

## Nhạc nền

### Ca khúc sử dụng trong phim
1. Quyết biệt thi (訣別詩; Farewell Poem) trình bày bởi Hồ Ngạn Bân
2. Hai mươi năm (二十年; Twenty Years) trình bày bởi Trương Manh Manh
3. Nói với nàng, tôi yêu nàng (告訴她我愛她; Tell Her I Love Her) trình bày bởi Hồ Ca
4. Càng đi càng xa (越走越遠; Farther and Farther) trình bày bởi Triệu Mặc
5. Phất tụ (拂袖; Whisk Sleeves) trình bày bởi An Hổ
6. Nam nhi đương tự cường (男兒當自強; A Man Should Better Himself)
7. Nhận ra (悟; Realize)
8. Nhạn môn quan (雁門關; Yanmen Pass)
9. Tiểu bát muội (小八妹; Little Eighth Sister)
10. Kim chi ngọc diệp (金枝玉葉; Blue Blood)
11. Song thủ đích ôn nhu (雙手的溫柔; Gentle Hands)
12. Thanh tuyền (清泉; Clear Springs)
13. Linh tĩnh (靈靜; Haven of Silence)